# Абгора
Абгора — терпкий сок незрелого винограда, который используется в азербайджанской и грузинской кухнях вместо уксуса как компонент в процессе приготовления ряда мясных блюд из целого мяса (гора-мусабе, сабзи-кавурма, турши-кавурма, плов и др.) для придания мясу нежности и кисловатого привкуса.
Впервые свойства абгоры были подробно описаны в произведении врача Мухаммеда Юсифа Ширвани под названием «Тиббнаме» (XIV век).

## Приготовление
Для приготовления абгоры гроздья незрелого винограда подвергают очистке, мойке и разминанию. Получившуюся массу пропускают через сито и марлю, а полученный сок разливают в стеклянную посуду доверху, чтобы почти не осталось воздуха, так как воздух, который мог остаться в бутылке, мог отрицательно повлиять на вкусовые качества напитка. Наполнив соком стеклянную посуду, её плотно закупоривают. Соус хранится не очень долго.

## Внешний вид и хранение
Цвет сока абгора имеет золотисто-жёлтый цвет. Бутылки с абгорой необходимо хранить в тёмном месте.

## Прочее
Помимо применения в готовке, из абгоры также готовится напиток к жирным блюдам и в Азербайджане — соку приписывают лечебные средства полезные больным диабетом, а также сердечными заболеваниями.